# Sipunovói járás
A Sipunovói járás (oroszul: Шипуновский район) Oroszország egyik járása az Altaji határterületen. Székhelye Sipunovo.

A Sipunovói járás az Altaji határterületen

## Népesség
- 1989-ben 36 810 lakosa volt.
- 2002-ben 36 299 lakosa volt, melyből 34 438 orosz, 593 német, 422 ukrán, 159 kazah, 105 örmény, 89 azeri, 75 tatár, 67 fehérorosz stb.
- 2010-ben 33 285 lakosa volt.